# محوطه چشمه سرخه
محوطه چشمه سرخه مربوط به سده‌های میانه دوران‌های تاریخی پس از اسلام است و در شهرستان خرم‌آباد، بخش مرکزی، دهستان کرگاه شرقی، روستای چشمه سرخه، نزدیک مدرسه روستا واقع شده و این اثر در تاریخ ۲۸ اسفند ۱۳۸۵ با شمارهٔ ثبت ۱۸۷۸۷ به‌عنوان یکی از آثار ملی ایران به ثبت رسیده است.